# لورنا ری
لورنا ری (انگلیسی: Lorena Rae؛ زادهٔ ۸ ژوئیهٔ ۱۹۹۴) مدل اهل آلمان و حاضر در شو ویکتوریا سیکرت سال ۲۰۱۸ است.